# Boyd Holbrook
Robert Boyd Holbrook (ur. 1 września 1981 w Prestonsburgu) – amerykański aktor i model. Wystąpił w takich produkcjach jak Obywatel Milk (2008), Hatfields & McCoys (2012), Krocząc wśród cieni (2014), Zaginiona dziewczyna (2014), Narcos (2015–2016) i Logan: Wolverine (2017).

## Życiorys
Urodził się w Prestonsburgu w stanie Kentucky jako syn Ellen i Dona Holbrooków.
Został odkryty podczas pracy jako stolarz w Jenny Wiley Theatre w Kentucky. W 2001 podpisał kontrakt z Elite Models Management. Pracował dla innych agencji, takich jak Wilhelmina Models. Gucci, Jean-Paul Gaultier, Versace, Hugo Boss AG, Calvin Klein, Moschino, Marc Jacobs i DSquared. Jego kariera modela pozwoliła mu sfinansować studia na wydziale filmowym na Uniwersytecie Nowojorskim. Uczył się aktorstwa w nowojorskim William Esper Studio z Amy Schumer.
Od 19 kwietnia do 17 maja 2008 w nowojorskiej galerii sztuki The Rare Gallery jako zapalony fotograf miał swoją wystawę Iscariot.

## Życie prywatne
Od marca 2014 do stycznia 2015 był zaręczony z aktorką Elizabeth Olsen. Spotykał się z Maiką Monroe. W 2018 ożenił się z Tatianą Pajkovic, z którą ma syna.

## Filmografia

### Filmy
| Rok  | Tytuł                                  | Rola                    | Uwagi           |
| ---- | -------------------------------------- | ----------------------- | --------------- |
| 2008 | Obywatel Milk                          | Denton Smith            |                 |
| 2011 | Przełamując wiarę                      | nastoletni Ethan Miller |                 |
| 2011 | Kłopotliwy spadek                      | Douglas Cleary          |                 |
| 2011 | Moving Takahashi                       | Craig                   | krótkometrażowy |
| 2012 | Magiczne lato                          | Luke Ford               |                 |
| 2013 | Intruz                                 | Kyle O’Shea             |                 |
| 2013 | Zrodzony w ogniu                       | Tattooed Guy            |                 |
| 2014 | Między nami bliźniętami                | Billy                   |                 |
| 2014 | Little Accidents                       | Amos Jenkins            |                 |
| 2014 | Very Good Girls                        | David Avery             |                 |
| 2014 | Krocząc wśród cieni                    | Peter Kristo            |                 |
| 2014 | Zaginiona dziewczyna                   | Jeff                    |                 |
| 2015 | Nocny pościg                           | Danny Maguire           |                 |
| 2016 | The Free World                         | Mohamed Lundy           |                 |
| 2016 | Niepokonana Jane                       | Vic Owen                |                 |
| 2016 | Morgan                                 | Skip Vronsky            |                 |
| 2016 | Cardboard Boxer                        | Pinky                   |                 |
| 2017 | Logan: Wolverine                       | Donald Pierce           |                 |
| 2017 | Boomtown                               | Dustin                  |                 |
| 2018 | Predator                               | Quinn McKenna           |                 |
| 2018 | O.G.                                   | Pinkins                 |                 |
| 2019 | Two/One                                | Kaden                   |                 |
| 2019 | W cieniu księżyca                      | Locke                   |                 |
| 2020 | Będziemy bohaterami                    | Miracle Guy             |                 |
| 2021 | Eight for Silver                       | John McBride            |                 |
| 2021 | Beckett                                | Tynan                   |                 |
| 2022 | Vengeance                              | Ty Shaw                 |                 |
| 2023 | Indiana Jones i artefakt przeznaczenia | Klaber                  |                 |
| 2023 | The Bikeriders                         | Cal                     |                 |

### Telewizja
| Rok       | Tytuł                     | Rola                   | Uwagi              |
| --------- | ------------------------- | ---------------------- | ------------------ |
| 2009      | Komisariat Drugi          | Punk                   | 1 odc.             |
| 2009      | The Beautiful Life: TBL   | Gabriel                | 1 odc.             |
| 2010      | Tough Trade               | Jackson Tucker         | film TV            |
| 2011      | Słowo na R                | Mykail                 | 6 odc.             |
| 2012      | Hatfields & McCoys        | William „Cap” Hatfield | miniserial; 3 odc. |
| 2013      | Wielki Liberace           | Cary James             | film TV            |
| 2015–2016 | Narcos                    | Steve Murphy           | 20 odc.            |
| 2020      | The Fugitive              | Mike Ferro             | 14 odc.            |
| 2022      | Sandman                   | Koryntczyk             | 7 odc.             |
| 2023      | Justified: Miasto strachu | Clement Mansell        | w gł. obsadzie     |